# Natriumperboraat
Natriumperboraat is het natriumzout van perboorzuur en heeft als formule Na2B2(O2)2(OH)4. Het is een witte, reukloze en goed in water oplosbare anorganische verbinding. Uit waterige oplossingen kristalliseert het als monohydraat (NaBO3 · H2O), trihydraat (NaBO3 · 3 H2O) en tetrahydraat (NaBO3 · 4 H2O). Commercieel zijn het mono- en het tetrahydraat de belangrijkste verbindingen.

## Bereiding en chemische eigenschappen
Natriumperboraat wordt gevormd uit een reactie van natriumtetraboraat, waterstofperoxide en natriumhydroxide:
{\displaystyle {\ce {Na2B4O7.10H2O + 2 NaOH + 4 H2O2 + H2O -> 2 Na2B2(O2)2(OH)4.6H2O}}}
Het monohydraat is beter oplosbaar dan het tetrahydraat en is tevens meer warmtebestendig. Het wordt gevormd door verhitting van het tetrahydraat. In water opgelost ontleedt natriumperboraat weer tot natriumboraat en waterstofperoxide. Vooral bij temperaturen boven 60°C verloopt deze reactie snel. Bij lagere temperatuur (40-60°C) kan tetra-acetylethyleendiamine als katalysator dienen.

## Toepassingen
Natriumperboraat wordt in veel bleek- en witwasmiddelen gebruikt als een bron voor actieve zuurstof. Bij temperaturen boven 60°C (witte was) ontleedt natriumperboraat snel in boraat en zuurstofgas. Om bij lagere temperatuur (40-60°C) effectief te zijn wordt aan witwasmiddelen vaak tetra-acetylethyleendiamine als activator toegevoegd. De toepassing van natriumperboraat in tandpasta is ook op deze blekende werking gebaseerd. Natriumperboraat is een minder agressief bleekmiddel dan natriumhypochloriet, waardoor er minder schade ontstaat aan de kleuren en de structuur van het textiel.
Natriumperboraat is licht antiseptisch en kan gebruikt worden als desinfecterend middel. In sommige oogdruppels wordt het toegepast als conserveermiddel. Natriumperboraat wordt in de tandheelkunde gebruikt voor het intern bleken van elementen na wortelkanaalbehandeling.

## Toxicologie en veiligheid
Natriumperboraat is irriterend voor de huid.